# ارمنستان در ۲۰۲۵
ارمنستان در ۲۰۲۵ گاه‌شماری از مهم‌ترین رویدادها در سال ۲۰۲۵ در کشور ارمنستان است.

## صاحب منصبان
- رئیس‌جمهور: واهاگن خاچاطوریان
- نخست‌وزیر: نیکول پاشینیان

## رویدادها

### آوریل
۱۳–۱۹ آوریل - برگزاری جام جهانی هاکی روی یخ ۲۰۲۵ - دسته چهارم

### ژوئیه
۲۳ ژوئیه تا ۳ اوت - برگزاری والیبال قهرمانی زیر ۱۶ سال پسران اروپا (۲۰۲۵)

### اوت
۳ اوت - برگزاری کنسرت جنیفر لوپز در ورزشگاه جمهوریت وازگن سارگسیان، ایروان با حضور ۱۵٬۰۰۰ تن

### درگذشتگان
- هاروتیون آرمنیان
- دانیل بیلالیان
- آرا دقتریکیان
- لوون تاوادیان
- آرمن گیراگوسیان
- بدروس کیرکوروف
- آلبرت قولیان
- آرتاک قولیان
- گوژ مانوکیان
- رادیک مارتیروسیان
- نورایر نوریکیان
- نورایر نوریکیان
- واهان شیرخانیان
- الویرا اوزونیان
- آغوان چاتینیان
- سرگئی وارطانیان